# Molophilus nodulifer
Molophilus nodulifer là một loài ruồi trong họ Limoniidae. Chúng phân bố ở miền Cổ bắc.